# Whitcombe (Dorset)
Pour les articles homonymes, voir Whitcombe.
Whitcombe est une paroisse civile et un village du Dorset, en Angleterre.